# Josef Rohlena
Josef Rohlena, född 3 januari 1874 i Přepychy i Österrike-Ungern, död 26 januari 1944 i Prag i Tjeckoslovakien, var en tjeckisk botaniker. Han var lärare vid grundskolorna i Lysá nad Labem och Starých Benatky mellan 1893 och 1895 samt i Prag från 1895 till 1931, då han pensionerade sig, bosatt i Prag.
Josef Rohlena gjorde många resor på Balkanhalvön, särskilt i Montenegro, där han samlade växter. Hans specialintressen var Pteridophytes (Ormbunksväxter) och Spermatophytes (Fröväxter).
Han var medgrundare till Tjeckiska botaniska sällskapet 1912.